# Кремен
Кремен је седиментни криптокристални облик минерала кварца. Јавља се у фрагментима или слојевима у седиментним стенама као што су креде и кречњаци. У фрагментима, кварц је најчешће тамносиве, црне, зелене, беле, или смеђе боје и поседује стакласти или воштани сјај.
Током каменог доба, приступ кремену био је толико важан за преживљавање да су људи путовали или трговали да би набавили кремен. Флинт риџ у Охају био је важан извор кремена и Индијанци су кремен вадили из стотина каменолома дуж гребена. Овим „охајским кременом“ се трговало широм источних Сједињених Држава и пронађен је на западу све до Стеновитих планина и јужно око Мексичког залива.

## Порекло
Тачан начин настанка кремена још није јасан, али се сматра да настаје као резултат хемијских промена у сабијеним седиментним стенским формацијама током процеса дијагенезе. Једна хипотеза је да желатинозни материјал испуњава шупљине у седименту, као што су рупе које су пробушили ракови или мекушци, и да он постаје силицификован. Ова хипотеза свакако објашњава сложене облике кремених нодула који се налазе. Извор раствореног силицијум диоксида у порозним медијима могу бити спикуле силицијумских сунђера (демоспонгија). Одређене врсте кремена, као што је онај са јужне обале Енглеске и његов пандан на француској страни Ламанша, садрже заробљену фосилизовану морску флору. Комади корала и вегетације пронађени су сачувани у кремену слични инсектима и деловима биљака унутар ћилибара. Танке кришке кремена често откривају овај ефекат.
Кремен се понекад јавља у великим пољима кремена у јурским или кредним лежиштима, на пример, у Европи. Загонетне џиновске формације од кремена познате као парамоудра и кремени кругови налазе се широм Европе, али посебно у Норфолку у Енглеској на плажама у Бистон Бампу и Вест Рунтону.
„Охајски кремен” је званични драги камен државе Охајо. Формира се од кречњачких остатака који су наталожени на дну унутрашњих палеозојских мора пре стотина милиона година који су се стврднули у кречњак и касније прожели силицијум диоксидом. Кремен из Флинт риџа налази се у многим нијансама као што су црвена, зелена, розе, плава, бела и сива, са варијацијама боја узрокованим ситним нечистоћама једињења гвожђа.

## Употребе
У каменом добу је коришћен за израду оруђа, као и за потпалу ватре. Користио се и као абразив код брусне хартије.

### Алати или резне ивице
Кремен је коришћен у занатству оруђа током каменог доба јер се цепа на танке, оштре иверице зване љуспице или сечива (у зависности од облика) када се удари другим тврдим предметом (као што је чекић направљен од другог материјала). Овај процес се назива окресивање.
Рударство кремена је посведочено још од палеолита, али је постало чешће од неолитског доба (култура Михелсберга, култура левкастих пехара). У Европи, неки од најбољих кремена за прављење алата потичу из Белгије (Обоург, рудници кремена из Спинеса), обалске креде Ламанша, Париског басена, Тај у Јутланду (рудник кремена у Хову), сенонских наслага Ригена, Грајмс Грејвс у Енглеској, горњокредне формације креде Добруже и доњег Дунава (балкански кремен), сеноманске кречне формације лапора на Молдавској висоравни (миоркански кремен) и јурске наслаге у области Кракова и Крземионки у Пољској, као и Лагерн (силекс) у планинама Јура у Швајцарској.
Године 1938, пројекат Историјског друштва Охаја, под вођством Х. Холмса Елиса, почео је да проучава методе и технике окресивања Индијанаца. Као и претходне студије, овај рад је укључивао експериментисање са стварним техникама окресивања стварањем камених оруђа коришћењем техника као што су директне слободне удараљке, притисак слободном руком и притисак користећи одмор. Други научници који су спровели сличне експерименте и студије су Вилијам Хенри Холмс, Алонзо В. Понд, Френсис Х. С. Коулс и Дон Кребтри.

### Паљење ватре или барута
Када се удари о челик, ивица кремена производи варнице. Ивица тврдог кремена одваја честице челика које излажу гвожђе, које реагује са кисеоником из атмосфере и може запалити одговарајуће кресиво.
Пре широке доступности челика, стене пирита (FeS2) би се користиле заједно са кременом, на сличан (али дуготрајнији) начин. Ове методе су и даље популарне у занатству дрвета, грмља, и међу људима који практикују традиционалне вештине паљења ватре.

#### Фрагментација
Употребу кременог материјала као покретача ватре омета његово својство неравномерног ширења при загревању, што доводи до лома, понекад насилног, током загревања. Ова тенденција је појачана нечистоћама које се налазе у већини узорака кремена које се могу проширити у већем или мањем степену од околног камена, и слична је тенденцији стакла да се разбије када је изложена топлоти, и може постати недостатак када се кремен користи се као грађевински материјал.

### Керамика
Кремени каменчићи се користе као медијум у млиновима за млевење глазуре и других сировина за керамичку индустрију. Шљунак се бира ручно на основу боје; онај који има црвену нијансу, што указује на висок садржај гвожђа, се одбацује. Преостало плаво-сиво камење има низак садржај хромофорних оксида и тако је мање штетно за боју керамичке композиције након печења.
До недавно кремен је такође био важна сировина за керамичка тела на бази глине произведена у Великој Британији. У припреми за употребу кремени шљунак, који се често добија са обала југоисточне Енглеске или западне Француске, калцинисан је на око 1.000 °C (1.800 °F). Овај процес загревања уклонио је органске нечистоће и изазвао одређене физичке реакције, укључујући претварање дела силицијум диоксида у кристобалит. Након калцинације, шљунак кремена је млевен до фине величине честица. Међутим, употреба кремена је сада замењена кварцом. Због историјске употребе кремена, реч „кремен“ користе неки грнчари (посебно у САД) да се уопштено адресирају силицијумски материјали који се користе у керамици који заправо нису кремен.

### Накит
Кремене наруквице су биле познате у Старом Египту, а пронађено је неколико примера.